# Liberty Media
Liberty Media Corporation (comunemente indicato come Liberty Media) è un'azienda di mass media statunitense controllata dal presidente John C. Malone, che ne detiene la maggioranza delle azioni nel consiglio di amministrazione.
La società è nota per essere sia proprietaria e detentrice della competizione motoristica Formula 1, acquistata ufficialmente il 7 settembre 2016, che detentrice delle quote di maggioranza della MotoGP, acquisita il 1 aprile 2024. Infine negli Stati Uniti per essere proprietaria del gruppo di stazioni radiofoniche SiriusXM e della squadra di baseball Atlanta Braves.
Fondata nel 1991 e con sede nella Contea di Douglas, in Colorado, è quotata alla Nasdaq.

## Divisioni

### Braves Group
- Atlanta Braves[6]

### Liberty SiriusXM Group
- Sirius XM Satellite Radio (71%)[7]
- Live Nation Entertainment Inc. (33%)
- iHeartRadio (5%)

### Formula One Group
- Formula One Group[8]
- Associated Partners, L.P. (33%)
- Drone Racing League (3%)
- Ideiasnet (24%)
- INRIX (4%)
- Kroenke Arena Company, LLC (7%)
- Tastemade (6%)
- AT&T (<1%)

### MotoGP
- Dorna Sports[4] (84%)